# Patrik Müller
Patrik Müller (* 25. Februar 1975 in Baden) ist ein Schweizer Journalist und Chefredaktor von CH Media sowie publizistischer Leiter. Auch ist er Chefredaktor der  Schweiz am Wochenende. Seit Oktober 2020 ist er zudem regelmässiger Moderator des «SonnTalk» von TeleZüri und anderen Regionalsendern. Er ist Initiant des Medienkongresses SwissMediaForum.

## Leben
Müller studierte Betriebswirtschaftslehre an der Universität St. Gallen (HSG) und schloss mit dem Lizenziat ab. Zudem erwarb er das Handelslehrerdiplom. An der Kantonsschule Zürcher Oberland unterrichtete er während sechs Jahren die Fächer Wirtschaft, Recht und Informatik, gleichzeitig zu seiner Arbeit im Journalismus.
Müller arbeitete von 2000 bis 2003 als Wirtschaftsredaktor bei der Aargauer Zeitung, von 2003 bis 2004 als Reporter für Politik und Wirtschaft für die SonntagsZeitung und von 2004 bis 2007 als Nachrichtenchef/Blattmacher für den SonntagsBlick. Im September 2007 wurde er im Alter von 32 Jahren Chefredaktor der neu entstandenen Sonntagszeitung Der Sonntag (ab 2013 Schweiz am Sonntag) der AZ Medien, die er mit aufbaute. Am 1. Januar 2017 übernahm Müller auch die Chefredaktion des Mantels az Nordwestschweiz und von deren Wochenendausgabe Schweiz am Wochenende. Im ersten Halbjahr 2018 absolvierte Müller eine Weiterbildung am «Youth and Media Lab» des Berkman Klein Center for Internet & Society in Harvard, nach der Rückkehr und bei Inkrafttreten des Joint Ventures von CH Media (ein Gemeinschaftsunternehmen von AZ Medien und NZZ-Mediengruppe) übernahm er die Chefredaktion der Zentralredaktion in Aarau. Diese verantwortet die überregionale Berichterstattung der Zeitungen und Portale von CH Media (u. a. Aargauer Zeitung, Solothurner Zeitung, bz Basel, Luzerner Zeitung, Zuger Zeitung, St. Galler Tagblatt, Thurgauer Zeitung). Ausserdem war Müller stellvertretender Leiter Publizistik von CH Media. Nach dem Abgang von Pascal Hollenstein Anfang 2022 wurde Müller interimistischer Leiter Publizistik. Seit Juli 2022 ist Müller Chefredaktor aller CH-Media-Zeitungen und den entsprechenden Onlineportalen sowie publizistische Leiter. Er nimmt in Personalunion weiterhin die Chefredaktion des redaktionellen Mantels und der «Schweiz am Wochenende» wahr.
Seit Oktober 2020 moderiert Müller etwa einmal im Monat den «SonnTalk», der auf TeleZüri, TeleBärn, Tele M1 und TVO ausgestrahlt wird. Hauptmoderator der Sendung ist TeleZüri-Chefredaktor Oliver Steffen.
2006 schrieb Müller gemeinsam mit Christian Dorer eine Biografie über den damaligen SBB-Chef Benedikt Weibel.
Müller ist Initiant des SwissMediaForum, einer jährlichen, zweitägigen Veranstaltung, wo Meinungsführer von Medien, Wirtschaft und Politik zusammenfinden mit dem Ziel des Meinungsaustausches und der gegenseitigen Inspiration. Das Forum fand das erste Mal im Mai 2011 im Kultur- und Kongresszentrum Luzern (KKL Luzern) statt. Müller ist Mitglied im Verwaltungsrat der gleichnamigen Aktiengesellschaft und sass im Beirat des Forums.
Müller hatte von 2009 bis 2012 eine Kolumne jeden Dienstagmorgen auf Radio 1 zu einem aktuellen Thema. Nach rund 180 Sendungen hatte er seine letzte Kolumne im Oktober 2012. Er ist des Öfteren Gast in den Diskussionssendung Club auf SRF 1, vor allem zu Medienthemen. Bis zu seiner Moderatorentätigkeit für den SonnTalk auf TeleZüri war er als Gast dort.
Müller hat mit seiner Partnerin drei Kinder und lebt mit seiner Familie in Baden.

## Kritik
Patrik Müller veröffentlichte  in der Schweiz am Sonntag im August 2014 einen Artikel über den Badener Stadtpräsidenten und damaligen Nationalrat Geri Müller. Dieser hatte während mehrerer Monate einen Chat-Verkehr mit einer Frau gepflegt, wobei er ihr auch Nackt-Selfies verschickte, die Kommunikation erfolgte teilweise während der Arbeitszeit und an dessen  Arbeitsort. Schliesslich kam es auch zu einem Polizeieinsatz bei der Frau. Deshalb formulierte Patrik Müller in seinem Artikel den Verdacht, Geri Müller habe als Stadtpräsident sein Amt missbraucht. Der Artikel löste eine mediale Jagd auf den Politiker aus. Darauf reichten 18 aktive und ehemalige National- und Ständeräte von sieben Parteien eine Beschwerde beim Schweizer Presserat gegen die Schweiz am Sonntag ein. Nach deren Ansicht drohe die ganze politische Kultur Schaden zu nehmen, wenn der Fall Geri Müller Schule mache. Der Presserat gab ihnen recht, er erkannte kein öffentliches Interesse an einem Bericht über die erotische Chat-Beziehung des Politikers. Auch die allfällige Möglichkeit des Amtsmissbrauchs hätte mit einer genügenden Recherche aus der Welt geschafft werden können. Der Presserat befand, dass die Schweiz am Sonntag die Privat- und Intimsphäre von Politiker Geri Müller auf schwere Weise verletzt habe. Peter Wanner, Verleger (AZ Medien) der Zeitung, verteidigte die Publikation, sexistische Handlungen von Politikern in Amtsräumen genössen nicht den Schutz der Privatsphäre. Am 24. September 2017 wurde Geri Müller als Stadtammann von Baden abgewählt, ebenso als Mitglied des Stadtrates. 2018 kam es zu einer aussergerichtlichen Einigung zwischen AZ Medien und Geri Müller. Die AZ Medien und Patrik Müller haben gegenüber Geri Müller «ihr Bedauern über die Unannehmlichkeiten ausgedrückt, die er dadurch erlebt hat». Zu den Einzelheiten der Einigung wurde Stillschweigen vereinbart. Das von Geri Müller gegen Patrik Müller angestrengte Strafverfahren wurde aufgrund des aussergerichtlichen Vergleiches von der Staatsanwaltschaft eingestellt.

## Auszeichnungen
- 2007 + 2008: Chefredaktor des Jahres. Verliehen von der Fachzeitschrift Schweizer Journalist.[21]

## Werke
- Patrik Müller, Christian Dorer: Der rote Boss – Die Benedikt-Weibel-Story. Orell Füssli, Zürich 2006, ISBN 3-280-05190-8.